# Cerpheres
Cerpheres är ett släkte av skalbaggar. Cerpheres ingår i familjen vivlar.
Kladogram enligt Catalogue of Life:
| Cerpheres | \| \| Cerpheres glabrescens \| \| \| \| \| \| Cerpheres rufescens \| \| \| \| |
|           | \| \| Cerpheres glabrescens \| \| \| \| \| \| Cerpheres rufescens \| \| \| \| |
|           | Cerpheres glabrescens                                                         |
|           |                                                                               |
|           | Cerpheres rufescens                                                           |
|           |                                                                               |